# Halitiara obtusus
Halitiara obtusus is een hydroïdpoliep uit de familie Protiaridae. De poliep komt uit het geslacht Halitiara. Halitiara obtusus werd in 2004 voor het eerst wetenschappelijk beschreven door Xu & Huang. 